# Eclissi solare del 1° gennaio 1889
L'eclissi solare del 1º gennaio 1889 è un evento astronomico che ha avuto luogo il suddetto giorno attorno alle ore 21.16 UTC.
L'eclissi, di tipo totale, è stata visibile in alcune parti del Nord America (Canada e Stati Uniti d'America) e dell'Oceano Pacifico. La parzialità era visibile nell'Oceano Pacifico settentrionale comprese le Hawaii e tutti gli Stati Uniti .
La durata della fase massima dell'eclissi è stata di 2 minuti e 17 secondi e l'ombra lunare sulla superficie terrestre raggiunse una larghezza di 175 km.
L'eclissi del 1º gennaio 1889 divenne la prima eclissi solare nel 1889 e la 215ª nel XIX secolo. La precedente eclissi solare avvenne il 7 agosto 1888, la seguente il 28 giugno 1889.

## Osservazioni

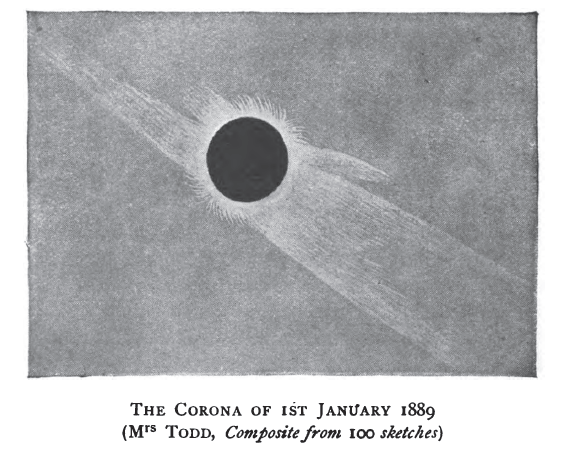
Ripresa della corona solare

Diversi gruppi di scienziati, in particolar modo anglosassoni, hanno documentato e studiato l'evento.

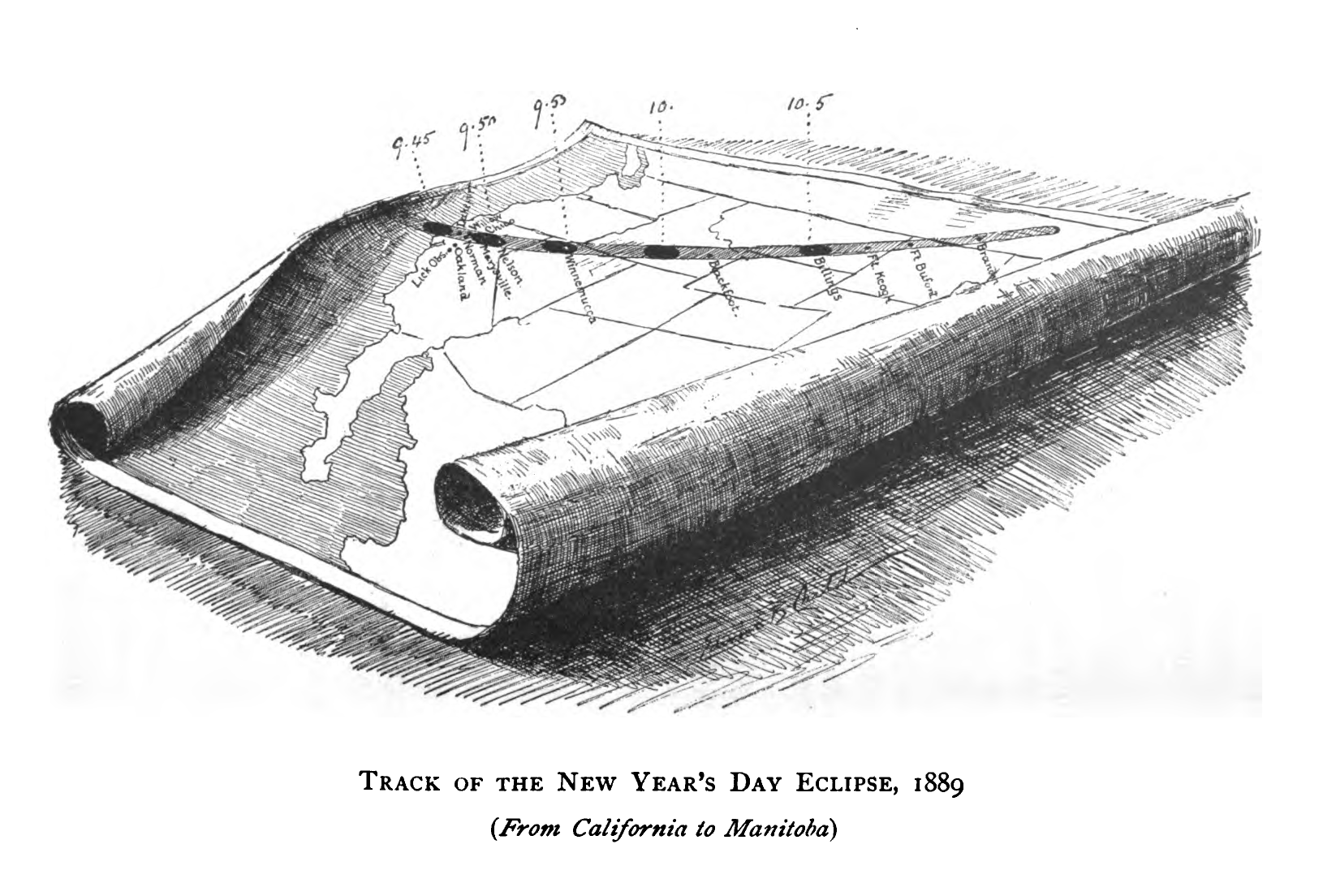
Percorso cartografico dell'eclissi dal Manitoba alla California

## Eclissi correlate

### Ciclo di Saros 120
Questa eclissi fa parte del ciclo di Saros 120, che si ripete ogni 18 anni, 11 giorni, contenente 71 eventi. La serie iniziò con un'eclissi solare parziale il 27 maggio 933 d.C. e comprese anche un'eclissi anulare l'11 agosto 1059. L'eclissi ibrida si manifestò per tre date: dall'8 maggio 1510 al 29 maggio 1546; inoltre comprende eclissi totali dall'8 giugno 1564 fino al 30 marzo 2033. La serie termina al membro 71 con un'eclissi parziale il 7 luglio 2195. La durata più lunga di una totale nel ciclo è stata di 2 minuti e 50 secondi il 9 marzo 1997. Tutte le eclissi di questa serie si verificano nel nodo discendente della Luna.